# Люма (река)
Люма (на албански: Lumi i Lumës) е река в Албания. Дължината ѝ е към 20 километра. Тя е част е от Адриатическия отводнителен басейн. На 1 км западно от град Кукъс се влива в река Бели Дрин.

## Извор
Реката извира от северните склонове на планината Калабак, югозападно продължение на Шар планина.

## Притоци
Люма протича през района на Гора. Край село Църнолево тя получава отдясно като приток река Плава и след около още 10 километра се влива в Бели Дрин.